# Pesca en Melilla

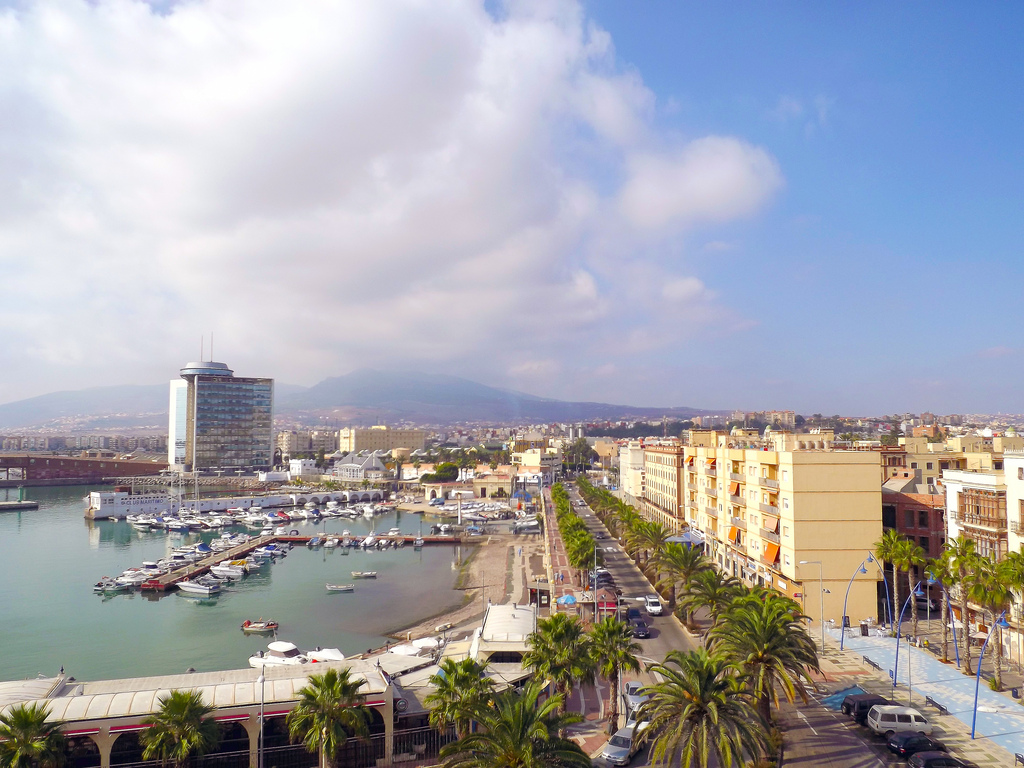
Dársena pesquera del puerto de Melilla

La industria pesquera en Melilla fue durante décadas uno de los pilares económicos de la ciudad, proporcionando empleo directo e indirecto a centenares de personas y abasteciendo tanto al mercado local como a los mercados peninsulares y europeos. Su auge se produjo a comienzos del siglo XX y tuvo su punto culminante entre las décadas de 1920 y 1930, antes de entrar en declive hacia la segunda mitad del siglo.

## Historia

### Edad Moderna

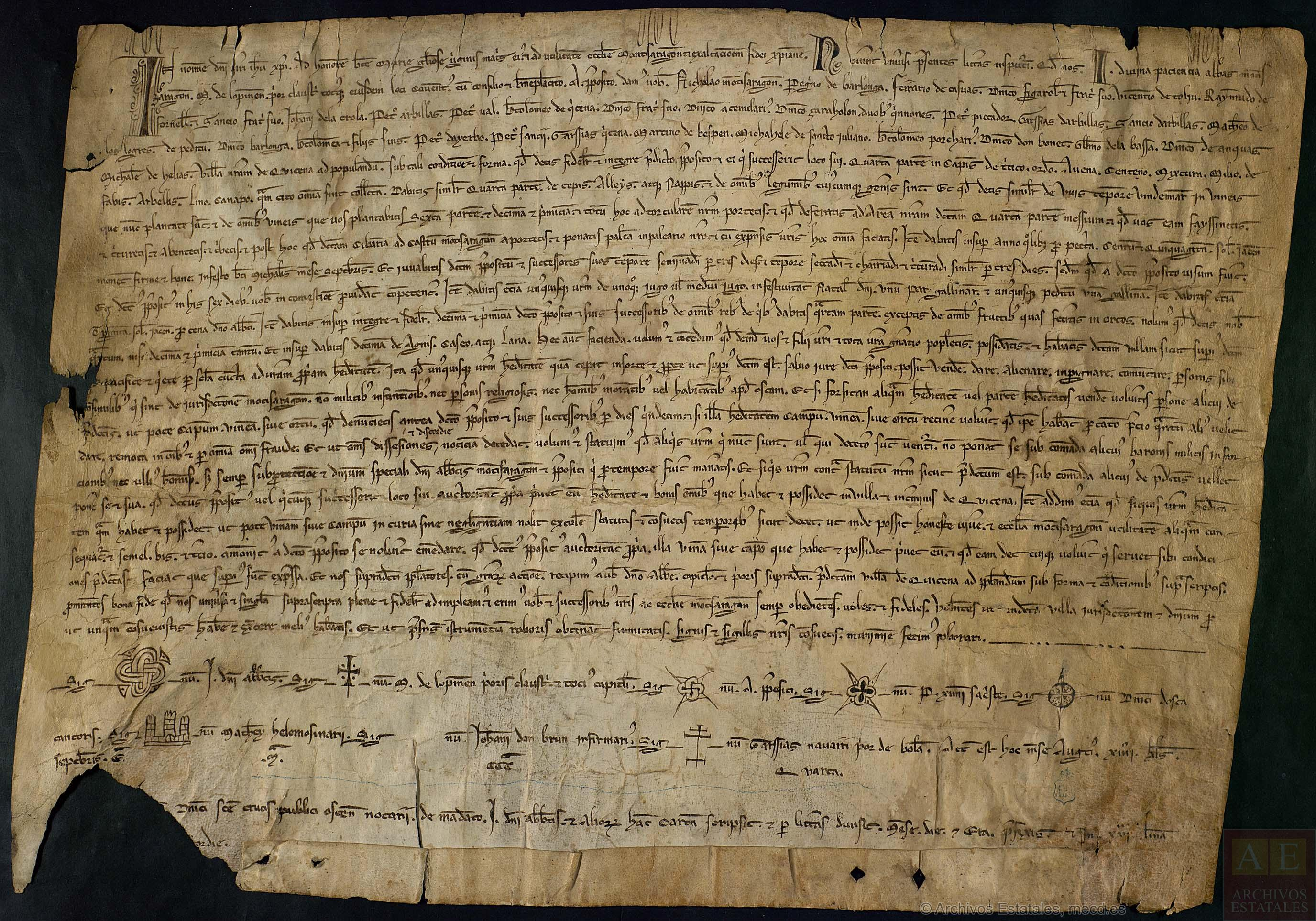
Carta puebla

Las aguas del Mar de Alborán, por su carácter de confluencia entre el Atlántico y el Mediterráneo, han sido desde la antigüedad una zona rica en biodiversidad marina. Ya en el siglo XVI, el viajero León el Africano describe la actividad pesquera en la región rifeña, mencionando pesquerías en localidades como Terga, Badis, Ielles, Tegassa y Melilla, donde se explotaban especies como la sardina o las ostras.
Tras la conquista de Melilla por Castilla en 1497, la ciudad fue repoblada con gentes de diferentes oficios. En la Carta de Población de 1499, se solicitaban expresamente pescadores con embarcaciones y redes, así como otros con anzuelos y cordeles. Desde entonces, la pesca se mantuvo como una actividad constante, aunque frecuentemente interrumpida por los conflictos bélicos con tribus rifeñas y guelayenses, como reflejan las Efemérides de Gabriel de Morales.

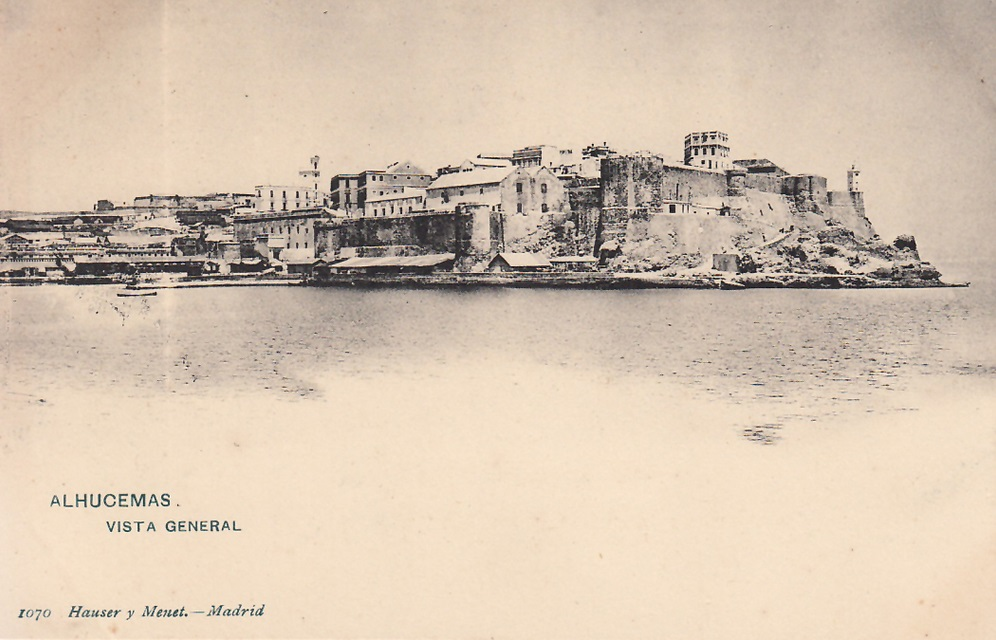
Melilla La Vieja (1900)

### Edad Contemporánea

#### Primeras exportaciones y auge industrial

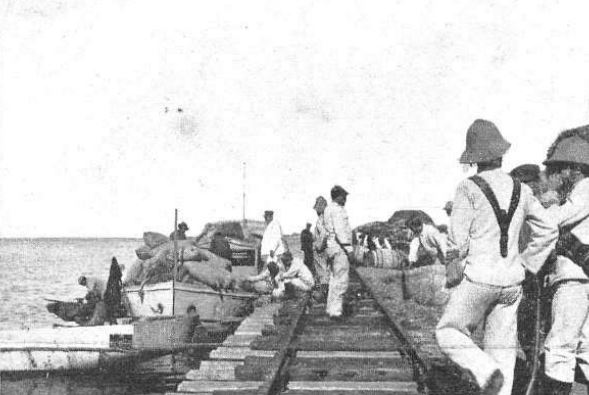
Muelle en la Mar Chica (1909)

Con el crecimiento de la población civil en el siglo XX, la pesca empezó a satisfacer no sólo el mercado local, sino también la exportación. En 1907 comenzó a operar la primera conservera moderna, San Luis, fundada por Luigi Dassori, que exportaba a Italia y Alemania. Ese mismo año se exportaron miles de kilos de conservas, pescado fresco y salado a Europa y España.
El artículo segundo de la Ley del Puerto Franco fue modificado para permitir la exportación de pescado sin aranceles. Las capturas de sardinas y boquerones eran especialmente importantes en los meses de invierno. En verano, el atún se concentraba en zonas como las Islas Chafarinas. La pesca en la Mar Chica también adquirió relevancia, especialmente con especies como la dorada, el salmonete y el langostino.

## Flota y técnicas de pesca
Durante las primeras décadas del siglo XX, la flota pesquera melillense se componía de sardinales, jábegas y embarcaciones de arrastre como el bou. A partir de 1916 comenzaron a instalarse motores en las embarcaciones, lo que permitió ampliar el radio de acción y mejorar el rendimiento de las campañas.

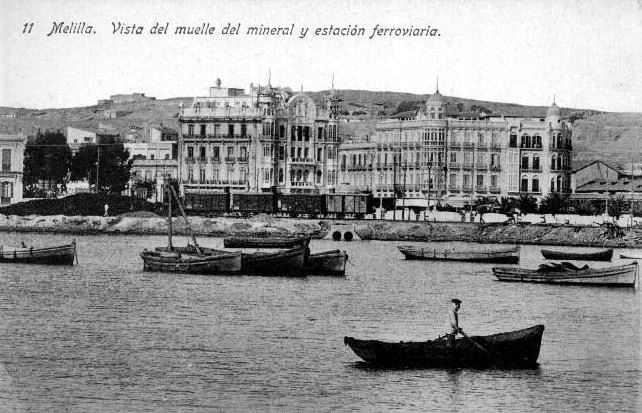
Puerto pesquero de Melilla en 1920

En 1931, Melilla contaba con 129 embarcaciones registradas, entre ellas 14 bacas a vapor, 14 a motor, 20 embarcaciones palangreras y 32 embarcaciones dedicadas al arte de luz con 47 botes auxiliares, así como dos jábegas. Esta flota estaba tripulada por 956 hombres, a los que se sumaban 260 empleados en la industria auxiliar, incluyendo fábricas conserveras, salazones y tareas de exportación.
Gracias a este desarrollo, Melilla llegó a tener la segunda flota pesquera más importante de España, sólo por detrás de Vigo, convirtiéndose en un referente del sector a nivel nacional durante los años 20 y 30.

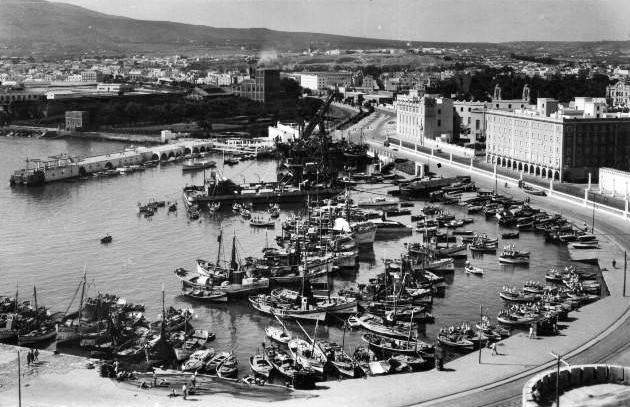
Puerto pesquero de Melilla en 1960

Entre los artes de pesca más utilizados se encontraban:
- Sardinal: red de deriva para capturar sardinas.
- Jábega: arte de arrastre desde la costa.
- Bou: arrastre entre dos embarcaciones.
- Mamparra: arte de cerco que reemplazó al sardinal.
- Arte de cerco con luz: introducido en 1917, incrementó la eficiencia pero generó controversia por el riesgo de sobreexplotación.

## Infraestructura portuaria y lonjas
A comienzos del siglo XX, Melilla carecía de un puerto adecuado. Las embarcaciones varaban en la playa o fondeaban en la rada, lo que las exponía a los temporales de levante. La primera lonja, conocida como La Florentina, se inauguró en 1916, aunque pronto resultó insuficiente. En 1921, se inauguró una nueva pescadería en la explanada de San Lorenzo, proyectada por el ingeniero Francisco Carcaño.
Las instalaciones portuarias modernas no se desarrollaron hasta los años 40, cuando se habilitó la dársena pesquera en el muelle ribera del puerto comercial.
En 1945 se fundó la Cofradía de Pescadores de Melilla, siendo su primer Patrón Mayor Ángel Romero Rubio.

## Exportación de pescado
El pescado se exportaba principalmente a través del correo marítimo con Málaga, y de allí se distribuía por ferrocarril a Madrid y otros destinos. Las sardinas se salaban en cajas de madera, las especies finas como la pescadilla se embalaban en hielo, y las gambas se cocían previamente. En 1930 se registraron exportaciones de:
- 1.922.920 kg de sardinas y boquerones a Málaga.
- 420.000 kg de gambas a la Península.
- 427.290 kg a Marruecos.
- 99.480 kg a Orán.

También se desarrolló el sistema de trasbordo a vapores rápidos, que operaban entre Melilla y puertos como Alicante, Valencia o Barcelona.

## Industria conservera y de salazón

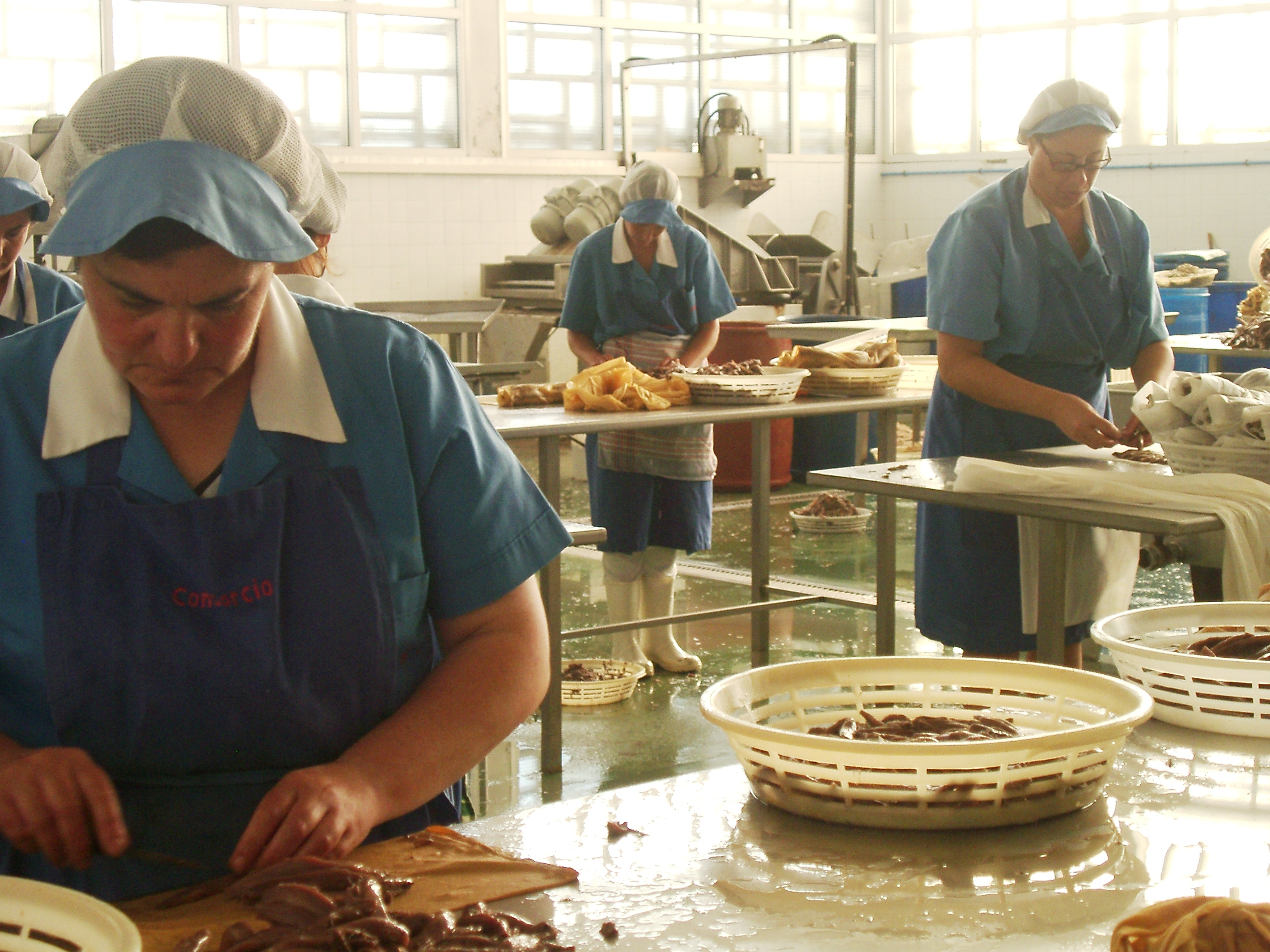
Trabajadoras de una conservera

La primera gran conservera fue San Luis, que en su primer año (1907) exportó 150 toneladas de pescado en salmuera y 50 toneladas de atún en aceite. En 1927 empleaba unas 30 mujeres y 3-4 hombres, y en 1930 exportó 250 toneladas. Otra fábrica relevante fue la de Manuel Rosas, también situada en el barrio Industrial.
En cuanto a las salazones, destacaron empresas como Algarra y Miquel. Junto a estas industrias, muchas personas se dedicaban a la preparación del pescado para su exportación.

## Declive
A pesar del importante desarrollo alcanzado, la industria pesquera de Melilla comenzó su declive a partir de los años 60, debido a múltiples factores como la sobrepesca, la competencia de otras regiones, la reducción de caladeros y la transformación del modelo económico de la ciudad. A principios de la década de 1980 cesó prácticamente toda la actividad industrial pesquera.

## Impacto económico
Durante las primeras décadas del siglo XX, la pesca fue uno de los sectores económicos más importantes de Melilla, junto con el comercio transfronterizo y la presencia militar. La industria pesquera no solo generó un gran número de empleos directos e indirectos, sino que también contribuyó significativamente a las exportaciones de la ciudad. En 1931, el sector pesquero estaba asociado a una flota que empleaba a más de 1.200 personas, incluyendo marineros y trabajadores en fábricas conserveras y de salazón.
La pesca, junto con el comercio y la actividad militar, formaba un triángulo económico fundamental en la estructura productiva de Melilla durante el siglo XX. Sin embargo, la diversificación de la economía en las últimas décadas llevó a que la pesca fuera perdiendo relevancia, mientras que el comercio y el sector militar mantuvieron su importancia.

## Homenaje a la flota pesquera

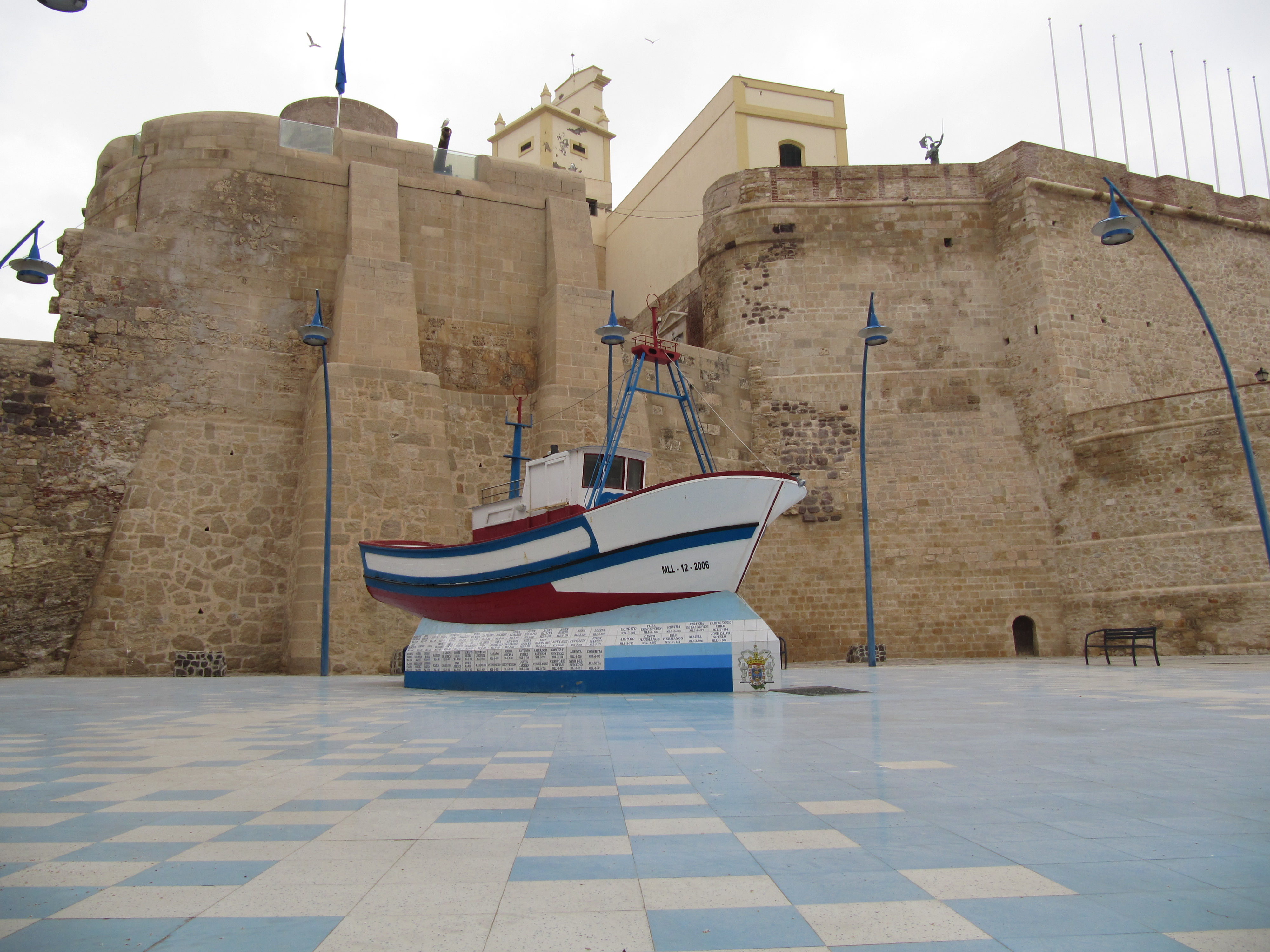
Homenaje a la flota pesquera de Melilla

Como reconocimiento al papel fundamental de la pesca en la historia reciente de Melilla, la ciudad inauguró la Plaza de los Pescadores, situada junto al puerto, y presidida por una escultura de una embarcación pesquera. Este monumento simboliza el esfuerzo de generaciones de marineros y trabajadores del mar que contribuyeron al desarrollo económico y social de la ciudad. La obra constituye un homenaje a la memoria colectiva de las familias que vivieron del mar y que forjaron la identidad marítima de Melilla.

## Reactivación del sector pesquero
En los últimos años, el Gobierno de España ha lanzado un Plan Estratégico Integral para revitalizar el sector pesquero en Melilla. Este plan busca diversificar la actividad pesquera hacia la economía azul, fomentando el turismo y el desarrollo sostenible a través de la integración de actividades como los cultivos marinos y la industria transformadora asociada a la pesca.
Las autoridades locales y la Autoridad Portuaria de Melilla están trabajando en la remodelación de la Dársena Pesquera, transformándola en un espacio multifuncional que incluirá áreas dedicadas al ocio, la cultura y el comercio, al mismo tiempo que se mantienen las actividades pesqueras tradicionales. Se espera que esta revitalización genere nuevos empleos y reactive la economía local, al mismo tiempo que contribuye a preservar la identidad marítima de la ciudad.